# Wyang
Wyang war eine koreanische Masseneinheit.
- 1 Wyang = 1/16 Kann = 38,0 Gramm
  - 1 Kann = 0,608 Kilogramm